# ЦСК Лайонс
ЦСК Лайонс (також Цюрих, нім. Zürcher Schlittschuh Club Lions) — хокейний клуб з міста Цюриха, Швейцарія. Заснований у 1930 році. Виступає у чемпіонаті Національної ліги А. Домашні ігри команда проводить на «Галленштадіон» (13,000). Команда року Швейцарії (2009).

## Історія
Клуб заснований 15 жовтня 1930 року в Цюриху. Раніше відомий як Цюрих СК. ЦСК з 1930 по 1950 р. грав на ковзанці Dolder-Kunsteisbahn, а з 1950 року на «Галленштадіон» в Цюриху (у сезоні 2004/05 він був перебудований).
З моменту злиття двох клубів хокейного секції Грассгоппер та ГСК Лайонс у 1997 отримав офіційну назву ЦСК Лайонс. 
З 2008 року клуб фінансується Вальтером Фреєм та Петером Шпухлером. ЦСК Лайонс виграли 10 квітня 2008 року на «Галленштадіоні» свій шостий титул чемпіонів Швейцарії. У фіналі плей-оф обіграли ХК «Серветт-Женева» 4:2.
Команда ЦСК Лайонс 28 січня 2009 виграла новостворену Хокейну Лігу чемпіонів. Після нічиєї 2:2 у першому матчі в російському Магнітогорську переграли бути «Металург» Магнітогорськ з рахунком 5:0. За перемогу в Хокейній Лізі чемпіонів тодішній мер Ельмар Ледергербер подарував клубу Золотого Льва.
29 вересня 2009 ЦСК Лайонс як переможець Хокейної Ліги грав з Чикаго Блекгокс на «Галленштадіоні» за Кубок Вікторії та здобув перемогу з рахунком 2:1.
Плей-оф фінальної частини сезону 2011/12 проти Берну в серії з семи матчів, виграв ЦСК 3:4, в останньому матчі  17 квітня 2012 року, вирішальну шайбу закинув Стів Маккарті за 2,5 секунди до кінця гри, зробивши рахунок 2:1.
У сезоні 2013/14 років клуб увосьме став чемпіоном Швейцарії. Чемпіонат 2014/15 клуб завершив на другому місці. У сезоні 2017/18 «леви» здобули дев'ятий титул.
Двічі поспіль «Лайонс» ства чемпіоном Швейцарії в 2024 та 2025 роках.

## Чемпіонський склад

### 2012 рік
- Воротарі: Лукас Флюелер, Арі Суландер
- Захисники: Філ Балтісбергер, Северен Блінденбахер, Патрік Герінг, Джон Гоббі, Стів Маккарті, Даніель Шнідер, Матіас Зегер, Андрі Стоффель
- Нападники: Андрес Амбюхл, Кріс Балтісбергер, Марк Бастль, Патрік Бертші, Сіріл Бюлер, Лука Кунті, Блейн Даун, Роналдс Кєниньш, Юрай Колнік, Тібо Монне, Доменік Піттіс, Рето Шеппі, Патрік Шоммер, Джефф Тамбелліні, Томас Ціглер
- Тренери: головний - Боб Гартлі , помічник - Жак Клут'є

## Досягнення
- Чемпіон Швейцарії (11): 1936, 1949, 1961, 2000, 2001, 2008, 2012, 2014, 2018, 2024, 2025.
- Володар Континентального кубку (2): 2001, 2002.
- Володар Кубка Шпенглера (2): 1944, 1945.
- Чемпіон хокейної ліги чемпіонів (1): 2009.
- Володар Кубка Вікторії (1): 2009.
- Переможець Ліги чемпіонів (1): 2025

## Відомі гравці
- Арі Суландер
- Бруно Штек
- Марк Штрайт
- Майк Річард
- Растіслав Павліковський
- Володимир Крутов
- Северін Блінденбахер
- Енді Саттон
- Ян Алстон
- Мішель Цейтер
- Андреас Цехндер
- Крістіан Вебер
- Андріан Хотц
- Шон Сімпсон
- Бруно Волмер
- Чад Сілвер
- Марк Фортьє
- Патрік Лебуа
- Лоренцо Шмід
- Радослав Сухий
- Петер Якс
- Генріх Лорер
- Клаудіо Міхелі
- Сергій Пряхін
- Патріціо Моргер
- Їржі Файк
- Кент Рухнке
- Поль Ганьє
- Джеймі Г'юард
- Метт Лашофф